# Terminal Choice
Terminal Choice est un groupe allemand de rock électronique, originaire de Berlin, actif entre 1993 et 2011. Le chanteur Chris Pohl fait partie d'un autre groupe, Blutengel, dans lequel les thèmes principaux sont la mort, l'amour et le vampirisme. Le dernier CD et la dernière apparition en concert du groupe datent de 2011.

## Histoire
Terminal Choice est formé en 1993, d'abord comme projet d'un seul homme. Le premier single Totes Fleisch, sorti en 1995, a du succès dans la scène dark alternative. L'année suivante, l'album In the Shadow of Death sort. Le groupe atteint son apogée musicale avec les albums Ominous Future et Menschenbrecher. Le groupe se compose alors de quatre membres. En 2006 sort l'album New Born Enemies. L'année suivante, ils jouent notamment à Stuttgart.
Terminal Choice est le premier projet de Chris Pohl, le chanteur de Blutengel. Dans sa biographie officielle de 2017, Chris Pohl annonce avoir « enterré » le projet par manque de temps et de membres du groupe. Aucune déclaration publique n'est faite. Les dernières sorties sont les compilations Black Journey 1-3 en 2011 et les derniers concerts ont lieu en 2010. 

## Membres
- Chris Pohl - chant, programmation
- Louis Manke - guitare, programmation
- Jens Gärtner - programmation
- Gordon - guitare, basse

### Chris Pohl
Christian Pohl (né le 9 février 1972 à Berlin-Kreuzberg), de son nom de scène Chris Pohl, est un chanteur et auteur-compositeur allemand. En 1994, Chris Pohl enregistre cinq cassettes sous le nom de Terminal Choice, et crée le logo du groupe. Il envoie ses enregistrements au label finlandais Cyberware qui signe le contrat. En 1995 sort ainsi son premier maxi-CD. Dès lors, Pohl puise son inspiration dans différents univers, notamment celui du BDSM. Il ne souhaite pas se contenter de l'univers de Terminal Choice et lance le projet Seelenkrank qu'il dissout pour des raisons contractuelles avec le label. En 1998, Pohl se lance alors dans un troisième projet, Blutengel, et publie la même année Child of Glass, le premier album du groupe. 
En 2001, il lance le projet Pain of Progress, ainsi que son propre label Fearsection. Néanmoins, Pain of Progress est mis de côté après la sortie du premier CD, mi-2002. Pohl se consacre alors à ses projets principaux que sont Terminal Choice et Blutengel, et travaille également avec des groupes tels que Trümmerwelten, Cinderella Effect et Staubkind. Dès 2008, il travaille également sur un nouveau projet, Miss Construction, qui remplace le projet Tumor, actif jusqu'en 2015..
En 2020, il annonce son nouveau projet musical, She Hates Emotions. La sortie du single See The Light annonce un album, Melancholic Maniac, prévu pour mai 2020.

## Discographie
- 1993 : A Terminal Choice (Dead in Line Records ; cassette démo)
- 1994 : Nightmare (Dead in Line Records ; cassette démo)
- 1994 : Facets of Pain (Dead in Line Records ; cassette démo)
- 1994 : Degenerated Inclinations (Dead in Line Records ; cassette démo)
- 1995 : Desiderius (Dead in Line Records ; cassette démo)
- 1995 : Totes Fleisch (Cyberware Productions ; limité) (EP)
- 1996 : In the Shadow of Death (Cyberware Productions)
- 1997 : Khaosgott (Cyberware Productions)
- 1997: Totes Fleisch Remixes (Cyberware Productions ; limité à 666 exemplaires)
- 1998 : Navigator (Out of Line)
- 1999 : Venus (Out of Line Music)
- 1999 : Black Past (Out of Line)
- 2000 : No Chance (Out of Line Music)
- 2000 : Fading (Out of Line Music)
- 2000 : Ominous Future (Out of Line ; limité à 1 000 exemplaires)
- 2000 : Animal (Out of Line Music)
- 2000 : In the Shadow of Death Rerelease (Out of Line Music ; limité à 3 000 exemplaires)
- 2000 : Khaosgott Rerelease (Out of Line Music ; limité à 3 000 exemplaires)
- 2001 : Mera Luna (Dead in Line Records ; promo)
- 2002 : Collective Suicide (Out of Line Music)
- 2002 : Buried A-live (Out of Line Music)
- 2003 : Injustice (Out of Line Music ; limité à 1000 exemplaires)
- 2003 : Menschenbrecher (Out of Line Music)
- 2003 : Reloadead (Out of Line Music ; limité à 3 000 exemplaires)
- 2006 : Don’t Go (Out of Line Music)
- 2006 : New Born Enemies (Out of Line Music)
- 2009 : Keine Macht (Out of Line Music)
- 2010 : Übermacht (Out of Line Music)
- 2011 : Black Journey 1 (Out of Line Music)
- 2011 : Black Journey 2 (Out of Line Music)
- 2011 : Black Journey 3 (Out of Line Music)